# Taranucnus
Taranucnus là một chi nhện trong họ Linyphiidae.